# Emil Dynybyl
Emil Dynybyl (21. listopadu 1897 Kostelní Střimelice – 19. července 1948 Praha) byl český podnikatel, průmyslník, lihovarník, barman a esperantista. Roku 1918 založil na pražském Žižkově vlastní podnik vyrábějící nejrůznější druhy alkoholických nápojů, posléze pojmenovaný Verda Stelo Emil Dynybyl, který úspěšně rozvíjel a ten se stal jedním z největších závodů svého druhu v Československu.

## Život

### Mládí
Narodil se v Kostelních Střimelicích (později součást obce Stříbrná Skalice) nedaleko Benešova do rodiny kováře Bohumila Dynybyla a jeho manželky Marie, rozené Hrušové, rodina se po roce 1900 přestěhovala na Žižkov u Prahy. Vyučil se obchodním příručím, během první světové války patrně sloužil v rakousko-uherské armádě.

### Podnikání
Roku 1918 si zřídil menší lihovarnický podnik v Chelčického ulici na pražském Žižkově. Závod se zdárně rozvíjel, vyráběl mj. gin, griotku a další. Při zápisu firmy do obchodního rejstříku rozhodl Dynybyl jako nadšenec pro jazyk esperanto pojmenoval v této umělé řeči i svůj podnik, jehož oficiální název zněl Průmysl likérových nápojů Verda Stelo Emil Dynybyl („verda stelo“ = „zelená hvězda“). Úředníci název zprvu odmítali, Dynybyl si jej však prosadil.
Rovněž se zasloužil o rozvoj barmanské kultury v prvorepublikovém Československu. V říjnu 1927 se podílel na spolupořádání barmanské soutěže v baru paláce Luxor na Václavském náměstí, vůbec druhá taková soutěž kdy konaná v Evropě.
Ve 40. letech 20. století byla výroba likérky přesunuta do průmyslového závodu, do roku 1939 vyrábějícího obuvnická kopyta, v Říčanech nedaleko Prahy, kterou přeměnil na ovocný lihovar. K dalšímu rozšíření výroby došlo roku 1942.

### Úmrtí
Po převzetí moci ve státě komunistickou stranou v Československu v únoru 1948 byla rodinná firma znárodněna a přejmenována, Dynybyl přišel o většinu svého podnikatelského i soukromého majetku. Ztrátu podniku těžce nesl, 19. července 1948 jej pak stihl infarkt, kterému ve věku 50 let podlehl. Pohřben byl v rodinné hrobce na Olšanských hřbitovech.

### Po smrti
Jeho potomci následně emigrovali z Československa, likérka byla pak vrácena potomkům Emila Dynybyla v roce 1991. Firmu v roce 1999 koupila švédská společnost Vin and Spirit AB. V roce 2005 firmu odkoupila skupina Bohemia Sekt a přesunula výrobu do Mikulova. V roce 2016 koupil značku gin Dynybyl od české skupiny Bohemia Sekt středoevropský výrobce lihovin Stock Spirits Group, který v České republice vlastní likérku Stock Plzeň-Božkov.